# Deerhunter
Deerhunter es una banda de rock creada en Atlanta, Estados Unidos en 2001. Está formada por Bradford Cox, Moses Archuleta, Frankie Boyles, Josh McKay y Lockett Pundt, aunque ha sufrido varios cambios de personal e incluso la muerte de uno de sus miembros, el bajista original Justin Bosworth, fallecido en 2004 tras un accidente de skateboarding. Ellos mismos se definen como una banda de ambient punk, si bien es cierto que incluyen en su música elementos provenientes del noise rock, rock experimental, post-punk y dream pop, englobándose como una banda de indie rock. Aún en activo, la banda ha publicado seis álbumes de estudio y dos EP.
Fundado por Cox y Archuleta, la primera alineación estable de Deerhunter incluyó al guitarrista Colin Mee y al bajista Justin Bosworth. Después de grabar un EP Split con Alphabets, Bosworth murió de lesiones en la cabeza sufridas durante un accidente de skateboard. La banda grabó su primer álbum de estudio, Turn It Up Faggot (2005) con Josh Fauver ocupando el rol vacante de bajista. Siguiente al lanzamiento del álbum, Cox le pidió a su amigo de la infancia, Lockett Pundt, que se una a Deerhunter como colaborador en la escritura de canciones, guitarrista segundo y como vocalista ocasional.

## Miembros
- Bradford Cox - voz principal, guitarra, percusión, teclados, electrónica (2001-presente)
- Moses Archuleta - batería, percusión, electrónica (2001-presente)
- Lockett Pundt - guitarra, voz principal ocasional, teclados (2005-presente)
- Josh McKay - bajo, órgano (2013-presente)
- Javier Morales - teclados, piano, saxofón (2016-presente)

## Discografía

### Álbumes de estudio
- 2005: Turn It Up Faggot
- 2007: Cryptograms
- 2008: Microcastle
- 2008: Weird Era Cont.
- 2010: Halcyon Digest
- 2013: Monomania
- 2015: Fading Frontier
- 2019: Why Hasn’t Everything Already Disappeared?

### EP
- 2007: "Fluorescent Grey"
- 2009: "Rainwater Cassette Exchange"